# Scomberomorini
Tribu
La tribu des Scomberomorini a été créée par Edwin Chapin Starks (1867-1932) en 1910 ; elle correspond aux spanish mackerels des anglophones (maquereaux espagnols).

## Liste des genres
- Acanthocybium Gill, 1862
- Grammatorcynus Gill, 1862
- Scomberomorus Lacepède, 1801